# 阿尤斯曼·库拉纳
阿尤斯曼·库拉纳（Ayushmann Khurrana，1984年9月14日—），印度男演员，歌手和电视节目主持人，以经常出演遭受功能障碍困扰的普通人而闻名。 
他曾获得多种奖项，包括一次印度国家电影奖和三次印度电影观众奖。
2004年，在印度真人秀节目MTV Roadies的第二季中，库拉纳取得胜利并于之后进军主播行业。2012年，他在浪漫喜剧电影《精子捐献者》中作为一名精子捐献者首次进行电影拍摄，并获得了印度电影观众奖最佳男新人奖。
经历了短暂的挫折后，他出演了商业性的爱情片《胖妹子也会有春天》(2015年)，大获成功，并继续通过喜剧片《巴雷利的巴菲》(2017年)，《雄起》(2017年)，《喜得千金》(2018年)，《我的梦中情人》(2019年)和《巴拉》(2019年)，惊悚片《调音师》，犯罪片《第15条》来塑造自己的形象。他的电影《调音师》在2018年跻身印度最高電影票房榜。

## 早年生活
库拉纳出生于1984年9月14日，三岁的时候才将名字改为阿尤斯曼·库拉纳。他主修英语文学，并在印度旁遮普大学获得了大众传播专业的硕士学位。

## 职业生涯
2018年，库拉纳出演了当年宝莱坞最具卖座的的电影中的两部。其中一部是斯里兰姆·拉格万执导的电影《调音师》。

## 个人生活
库拉纳出生于昌迪加尔。他的父亲是一名占星家，母亲是一位家庭主妇，并且是缅甸混血。虽然库拉纳在孟买忙于事业，但他的家人仍然选择留在昌迪加尔。他的弟弟亚普夏帝·库拉那是印度新德里FM98.3电台的电台主播，并且在2016年阿米爾·罕的电影我和我的冠軍女兒中首次出现在银幕上。

## 外部連結
- 阿尤斯曼·库拉纳在互联网电影资料库（IMDb）上的資料（英文）
- 阿尤斯曼·库拉纳的Instagram帳戶